# Digastrotheca mirabilis
Digastrotheca mirabilis är en stekelart som beskrevs av Charles Thomas Brues 1933. Digastrotheca mirabilis ingår i släktet Digastrotheca och familjen bracksteklar. Inga underarter finns listade i Catalogue of Life.